# Bulldogs de Cleveland
Les Bulldogs de Cleveland (en anglais : Cleveland Bulldogs) étaient une franchise de la NFL (National Football League) basée à Cleveland dans l'Ohio.
Cette franchise NFL aujourd'hui disparue fut fondée en 1923 sous le nom des « Indians de Cleveland ». Cette formation reçoit le renfort des doubles champions de la Ligue (Bulldogs de Canton) et hérite d'un nouveau nom : « Bulldogs de Cleveland ». Fort de ce renfort de poids, Cleveland est champion en 1924. Les joueurs de Canton retournent à Canton en 1925, laissant Cleveland à une peu glorieuse 12e place au classement général final. Le propriétaire Herb Brandt obtint de la NFL la possibilité de suspendre son activité pendant une saison (1926) afin de restructurer sa formation. Les Cleveland Bulldogs sont de retour en NFL en 1927. Ils cessent leurs activités à la fin de cette saison en raison de problèmes financiers.